# دایره تخلیه
«دایره تخلیه» ترانه‌ای از هنرمند اهل ایالات متحده آمریکا کیتی پری است. این ترانه در آلبوم رؤیای نوجوانی (آلبوم) قرار داشت.